# Shelly Manne
Sheldon 'Shelly' Manne (New York, 11 juni 1920 - Los Angeles, 26 september 1984) was een Amerikaanse jazzdrummer, orkestleider en componist van de West Coast Jazz en de swing. Hij stond bekend om zijn veelzijdigheid en speelde ook in een aantal andere stijlen, waaronder dixieland, bop, avant-gardejazz en fusion en droeg ook bij aan de muzikale achtergrond van honderden Hollywood-films en televisieprogramma's.

## Carrière
Manne's vader en ooms waren drummers. In zijn jeugd bewonderde hij veel van de toonaangevende swingdrummers van die tijd, vooral Jo Jones en Dave Tough. Billy Gladstone, een collega van Manne's vader en de meest bewonderde percussionist in het New Yorkse theatercircuit, gaf de tiener Shelly tips en moedigde hem aan. Vanaf die tijd ontwikkelde Manne in de late jaren 1930 en 1940 snel zijn eigen stijl in de clubs van 52nd Street in New York. Zijn eerste professionele baan bij een bekende big band was bij het Bobby Byrne Orchestra in 1940. In die jaren nam hij op met jazzsterren als Coleman Hawkins, Charlie Shavers en Don Byas. Hij werkte ook met een aantal muzikanten die voornamelijk geassocieerd werden met Duke Ellington, zoals Johnny Hodges, Harry Carney, Lawrence Brown en Rex Stewart.
In 1942, tijdens de Tweede Wereldoorlog, trad Manne toe tot de kustwacht en diende hij tot 1945.
In 1943 trouwde Manne met de Rockette Florence Butterfield (liefkozend bij familie en vrienden bekend als Flip). Het huwelijk zou 41 jaar duren, tot het einde van Mannes leven.
Toen de bop-beweging in de jaren 1940 de jazz begon te veranderen, vond Manne het geweldig en paste hij zich snel aan de stijl aan door op te treden met Dizzy Gillespie en Charlie Parker. Rond deze tijd werkte hij ook met rijzende sterren als Flip Phillips, Charlie Ventura, Lennie Tristano en Lee Konitz.
Manne werd beroemd toen hij eind jaren 1940 en begin jaren 1950 deel ging uitmaken van de werkende bands van Woody Herman en vooral Stan Kenton, prijzen won en een aanhang ontwikkelde in een tijd dat jazz de populairste muziek in de Verenigde Staten was. Door lid te worden van de keiharde Herman-outfit kon Manne de bop spelen waar hij van hield. De controversiële Kenton-band daarentegen met zijn progressieve jazz zorgde voor obstakels en veel van de complexe, overspannen arrangementen maakten het moeilijker om te swingen. Maar Manne waardeerde de muzikale vrijheid die Kenton hem gaf en zag het als een kans om mee te experimenteren met wat nog steeds een zeer innovatieve band was. Hij ging de uitdaging aan, vond nieuwe kleuren en ritmes en ontwikkelde zijn vermogen om ondersteuning te bieden in verschillende muzikale situaties.

### In Californië
In het begin van de jaren 1950 verliet Manne New York en vestigde zich permanent op een ranch in een buitenwijk van Los Angeles, waar hij en zijn vrouw paarden fokten. Vanaf dat moment speelde hij een belangrijke rol in de jazzschool van de West Coast, waar hij optrad in het jazzcircuit van Los Angeles met Shorty Rogers, Hampton Hawes, Red Mitchell, Art Pepper, Russ Freeman, Frank Rosolino, Chet Baker, Leroy Vinnegar, Pete Jolly, Howard McGhee, Bob Gordon, Conte Candoli, Sonny Criss en vele anderen. Veel van zijn opnamen rond deze tijd waren voor Contemporary Records van Lester Koenig, waar Manne gedurende een periode een contract had als exclusieve artiest (dat wil zeggen, hij had toestemming nodig om op te nemen voor andere labels).
Manne leidde een aantal kleine bands die onder zijn naam en leiding opnamen maakten. Een daarvan, bestaande uit Manne op drums, trompettist Joe Gordon, saxofonist Richie Kamuca, bassist Monty Budwig en pianist Victor Feldman, trad in 1959 drie dagen op in de Black Hawk-club in San Francisco. Hun muziek werd ter plekke opgenomen en er werden vier lp's uitgegeven. De Black Hawk-sessies worden hoog aangeschreven als een innovatief voorbeeld van een live jazzopname en jaren later werden de Black Hawk-sessies in verbeterde vorm opnieuw uitgebracht.

### West Coast-jazz
Manne wordt vaak geassocieerd met de eens zo vaak bekritiseerde West Coast-school voor jazz. Hij werd beschouwd als de ultieme drummer in wat werd gezien als een West Coast-beweging, hoewel Manne zichzelf niet zo in een hokje wilde plaatsen. In de jaren 1950 kon veel van wat hij deed gezien worden als West Coast-stijl: optreden in strak gearrangeerde composities in een coole stijl, zoals in zijn album The West Coast Sound uit 1953, waarvoor hij verschillende oorspronkelijke composities opnam. Een deel van de West Coast-jazz was experimentele avant-gardemuziek, enkele jaren vóór het meer mainstream avant-gardespel van Cecil Taylor en Ornette Coleman (Manne nam ook op met Coleman in 1959). Een groot deel van Manne's werk met Jimmy Giuffre was van dit soort. Critici zouden veel van deze muziek als overdreven cerebraal beoordelen.
Een andere kant van de West Coast-jazz die ook kritisch onder vuur kwam te liggen, was muziek in een lichtere stijl, bedoeld voor populaire consumptie. Ook hier droeg Manne bij. Het meest bekend is de reeks albums die hij opnam met pianist André Previn en met leden van zijn bands, gebaseerd op muziek uit populaire Broadway-shows, films en televisieprogramma's. (De eerste en meest succesvolle hiervan was het album My Fair Lady, gebaseerd op nummers uit de musical, opgenomen in 1956 door Previn, Manne en bassist Leroy Vinnegar). De opnamen voor Contemporary Records, waarbij elk album gewijd was aan een enkele musical, zijn in een lichte, direct aansprekende stijl gericht op de populaire smaak. Dit viel niet altijd in goede aarde bij liefhebbers van serieuze jazz, wat een reden kan zijn waarom Manne vaak over het hoofd wordt gezien in de verslagen van grote jazzdrummers van de 20e eeuw. Veel van de muziek die in die jaren aan de westkust werd geproduceerd, zoals Robert Gordon toegeeft, was in feite imitatie en ontbrak het vuur en de intensiteit die geassocieerd worden met de beste jazzuitvoeringen. Maar Gordon wijst er ook op dat er een niveau van muzikale verfijning, evenals een intensiteit en swing is in de muziek die Manne met Previn en Vinnegar (en later Red Mitchell) heeft opgenomen, dat ontbreekt op de vele matte albums van dit type geproduceerd door anderen in die periode.
West Coast-jazz vertegenwoordigde echter slechts een klein deel van Mannes spel. In Los Angeles, en af en toe terugkerend naar New York en elders, nam Manne op met muzikanten van alle scholen en stijlen, variërend van die van het swingtijdperk tot bop tot latere ontwikkelingen in de moderne jazz, inclusief hardbop, meestal gezien als de antithese van de cooljazz  en vaak geassocieerd met het West Coast spel.

### Samenwerkingen
Van de 78-toeren opnamen van de jaren 1940 tot de lp's van de jaren 1950 en later, tot de honderden filmsoundtracks waarop hij verscheen, was Mannes opgenomen output enorm en vaak moeilijk vast te stellen. Volgens jazzschrijver Leonard Feather was Manne's drumwerk te horen op meer dan duizend lp's, een uitspraak die Feather deed in 1960, toen Manne nog niet eens het middelpunt van zijn 45-jarige carrière had bereikt.
Een uiterst selectieve lijst van degenen met wie Manne optrad, omvat Benny Carter, Earl Hines, Clifford Brown, Zoot Sims, Ben Webster, Maynard Ferguson, Wardell Gray, Lionel Hampton, Junior Mance, Jimmy Giuffre en Stan Getz. In de jaren 1950 nam hij twee solide albums op met Sonny Rollins: Way Out West (Contemporary, 1957) werd bijzonder geprezen en hielp het idee te verdrijven dat jazz aan de westkust altijd anders was dan jazz die aan de oostkust werd gemaakt, en in de jaren 1960 twee met Bill Evans. Rond dezelfde tijd in 1959 nam Manne op met de traditionele Benny Goodman en de iconoclastische Ornette Coleman, een treffend voorbeeld van zijn diversiteit.
Een van Manne's meest avontuurlijke samenwerkingen in de jaren 1960 was die met Jack Marshall, de gitarist en arrangeur die in die periode het thema en de toneelmuziek componeerde voor de tv-show The Munsters. Twee duetalbums (Sounds Unheard Of!, 1962 en Sounds!, 1966) bevatten Marshall op gitaar, begeleid door Manne die drums speelt en een breed scala aan percussie-instrumenten die ongebruikelijk waren in de jazz.
Een ander voorbeeld van Manne's vermogen om de nauwe grenzen van een bepaalde school te overstijgen, is de reeks trioalbums die hij opnam met gitarist Barney Kessel en bassist Ray Brown als The Poll Winners. (Ze hadden allemaal talloze opiniepeilingen gewonnen die werden gehouden door de populaire publicaties van die tijd; de opiniepeilingen zijn nu vergeten, maar de albums blijven bestaan, nu heruitgegeven op cd.) Manne deed zelfs aan dixieland en fusion, evenals aan third stream-muziek Hij nam deel aan de heropleving van die jazzvoorloper ragtime (hij verschijnt op verschillende albums gewijd aan de muziek van Scott Joplin) en nam soms op met muzikanten die het best geassocieerd worden met Europese klassieke muziek. Hij keerde echter altijd terug naar de rechttoe rechtaan jazz waar hij het meest van hield.

## Stijl en invloeden
Naast Dave Tough en Jo Jones, bewonderde en leerde Manne van tijdgenoten als Max Roach en Kenny Clarke, en later van jongere drummers als Elvin Jones en Tony Williams. Bewust of onbewust leende hij een beetje van hen allemaal, altijd op zoek om zijn spel uit te breiden naar nieuw terrein. Ondanks deze en tal van andere invloeden was Shelly Manne's stijl van drummen echter altijd zijn eigen persoonlijke, precieze, heldere en tegelijkertijd gelaagde, met een zeer breed scala aan kleur. Manne was vaak experimenteel en had deelgenomen aan dergelijke muzikaal verkennende bands van de vroege jaren 1950 als die van Jimmy Giuffre en Teddy Charles. Toch werd zijn spel nooit overdreven cerebraal en hij verwaarloosde nooit dat element dat gewoonlijk als fundamenteel voor alle jazz wordt beschouwd: tijd. Of het nu gaat om dixieland, bop of avant-gardejazz, in bigbands of in kleine bands, Manne's zelfverklaarde doel was om de muziek te laten swingen. Zijn collega-muzikanten getuigden dat hij met waardering naar de mensen om hem heen luisterde en dat hij ultragevoelig was voor de behoeften en de nuances van de muziek die door de anderen in de band werd gespeeld. Zijn doel was om ze, en de muziek als geheel, beter te laten klinken, in plaats van de aandacht op zichzelf te vestigen met aanmatigende solo's. Manne weigerde in een powerhouse-stijl te spelen, maar zijn ingetogen drumwerk werd gewaardeerd om zijn eigen sterke punten. In 1957 noemde criticus Nat Hentoff Manne een van de meest muzikale en verhelderend fantasierijke drummers. Componist en multi-instrumentalist Bob Cooper noemde hem de meest fantasierijke drummer waarmee hij heeft gewerkt. In latere jaren werd dit soort waardering voor wat Manne kon doen weergalmd door jazz-notabelen als Louie Bellson, John Lewis, Ray Brown, Harry 'Sweets' Edison en talloze anderen die op verschillende momenten met hem hadden samengewerkt. Componist, arrangeur, bandleider en multi-instrumentalist Benny Carter was een groot bewonderaar van zijn werk.
Hoewel hij altijd het belang van tijd en swing benadrukte, wees Manne's concept van zijn eigen drumstijl typisch op zijn op melodie gebaseerde benadering. Hij contrasteerde zijn stijl met die van Max Roach
Manne had sterke voorkeuren bij de keuze van zijn drumstel. Die voorkeuren veranderden echter meerdere keren tijdens zijn carrière. Hij begon met Gretsch-drums. Geïntrigeerd door het geluid van een soort trommel van Leedy (toen nog eigendom van Slingerland), liet hij in 1957 een lijn voor hem maken die ook bij andere drummers populair werd. In de jaren 1970 koos hij, nadat hij vele anderen had geprobeerd en verlaten om redenen van geluid of onderhoudbaarheid, voor de in Japan gemaakte Pearl Drums.

### Zangers
Manne werd ook geprezen door zangers. Jackie Cain, van het vocale team van Jackie & Roy (is Roy Kral), beweerde dat ze nog nooit een drummer zo mooi achter een zangeres had horen spelen. Jackie en Roy waren slechts twee van de vele zangers waar hij achter speelde, die verschillende albums opnam met een man/vrouw-team, met hun tijdgenoot June Christy en met Helen Humes, oorspronkelijk beroemd geworden door haar zang met het Count Basie orkest.
Gedurende tientallen jaren nam Manne extra albums op, of zat hij soms gewoon hier en daar achter de drums, met gerenommeerde vocalisten als Ella Fitzgerald,  Mel Tormé, Peggy Lee, Frank Sinatra, Ernestine Anderson, Sarah Vaughan, Lena Horne, Blossom Dearie en Nancy Wilson. Niet alle zangers die Manne begeleidde, waren zelfs in de eerste plaats jazzartiesten. Artiesten als Teresa Brewer, Leontyne Price, Tom Waits en Barry Manilow namen Manne op in hun opnamesessies.

### Film en televisie
Aanvankelijk was jazz alleen te horen in filmsoundtracks als een optreden van een jazzband een onderdeel van het verhaal was. In het begin van zijn carrière was Manne af en toe te zien/horen in de film, bijvoorbeeld in de film Seven Days Leave uit 1942, als drummer van het zeer populaire Les Brown-orkest (ook bekend als Les Brown & His Band of Renown).
In de jaren 1950 begon jazz echter te worden gebruikt voor alle of delen van filmsoundtracks en Manne pionierde in deze wapenfeiten, te beginnen met The Wild One (1953). Zoals jazz al snel een grote rol ging spelen in de muzikale achtergrond van films, zo nam Manne ook een grote rol op als drummer en percussionist op die soundtracks. Een opmerkelijk vroeg voorbeeld was The Man with the Golden Arm uit 1955. Manne speelde niet alleen de hele tijd drums, maar fungeerde als een persoonlijke assistent van regisseur Otto Preminger en begeleidde Frank Sinatra. De Decca soundtrack lp vermeldt hem prominent voor de Drumming Sequences.
Vanaf dat moment, toen jazz steeds prominenter werd in de films, werd Manne de 'go-to' percussieman in de filmindustrie. Hij verscheen zelfs op het scherm in enkele kleinere rollen. Een belangrijk voorbeeld is de jazzscore van Johnny Mandel voor I Want to Live! in 1958.
Al snel begon Manne op een bredere manier bij te dragen aan filmmuziek, vaak door jazz, pop en klassieke muziek te combineren. Vooral Henry Mancini vond werk genoeg voor hem. De twee deelden een interesse in het experimenteren met klankkleuren en Mancini ging vertrouwen op Manne om de percussieve effecten in zijn muziek vorm te geven. Breakfast at Tiffany's (1961), Hatari! (1962) en The Pink Panther (1963) zijn slechts enkele van Mancini's films waarin Manne's drums en speciale percussieve effecten te horen waren.
Manne werkte ook vaak samen met Mancini op televisie, zoals in de series Peter Gunn (1958-1961) en Mr. Lucky (1959-1960). Hoewel Mancini zo'n hechte samenwerking met Manne ontwikkelde dat hij hem op dat moment voor praktisch al zijn partituren en andere muziek gebruikte, vond de drummer nog steeds tijd om op te treden op filmsoundtracks en in tv-shows met muziek van anderen, waaronder de serie Richard Diamond (muziek van Pete Rugolo, 1959-1960), Checkmate (muziek van John Williams, 1959-1962) en de filmversie van West Side Story (1961) van Leonard Bernstein.Aan het eind van de jaren 1950 begon Manne zijn eigen filmmuziek te componeren, zoals die voor The Proper Time (1959), waarbij de muziek ook werd gespeeld door zijn eigen band Shelly Manne and His Men en werd uitgebracht op een lp van Contemporary. In latere jaren verdeelde Manne zijn tijd met drummen, voegde hij speciale percussieve effecten toe aan, en schreef hij soms volledige scores voor zowel film als televisie. Hij zorgde zelfs voor een muzikale omlijsting voor een opname van de Dr. Seuss-kinderklassieker Green Eggs and Ham (1960) en trad later op in en schreef soms muziek voor de achtergronden van talloze tekenfilms. Zo speelde hij samen met andere opmerkelijke jazzmuzikanten (waaronder Ray Brown en Jimmy Rowles) de muziek van Doug Goodwin voor de tekenfilmserie The Ant and the Aardvark (1969-1971). Bekende voorbeelden van latere partituren die Manne zelf schreef en waarin hij ook optrad, zijn voor de films Young Billy Young (1969) en Trader Horn (1973) en voor televisie Daktari in 1966-1969. Met deze en andere bijdragen aan tekenfilms, kinderverhalen, films, televisieprogramma's (en zelfs commercials) raakte Mannes drumwerk verweven in de populaire cultuur van tientallen jaren.

### Latere carrière
Manne was een ster in het beroemde orkest van Stan Kenton in de jaren 1940 en 1950, evenals dat van Woody Herman, ook in de jaren 1940, en winnaar van talloze prijzen. Manne verdween uit de publieke opinie toen jazz minder centraal kwam te staan in de populaire muziek. In de jaren 1960 en het begin van de jaren 1970 hielp hij echter de jazz in het Los Angeles-circuit levend te houden als mede-eigenaar van de nachtclub Shelly's Manne-Hole op North Cahuenga Boulevard. Daar speelde de huisband Shelly Manne and His Men met enkele van zijn favoriete sidemen, zoals Russ Freeman, Monty Budwig, Richie Kamuca, Conte Candoli en later Frank Strozier, John Morell en Mike Wofford, naast vele andere opmerkelijke westkust-jazzmuzikanten. Ook verscheen in de club een selectie van jazzsterren uit verschillende tijdperken en alle regio's, waaronder Ben Webster, Rahsaan Roland Kirk, Les McCann, Bill Evans, John Coltrane, Sonny Stitt, Thelonious Monk, Michel Legrand, Carmen McRae, Milt Jackson, Teddy Edwards, Monty Alexander, Lenny Breau, Miles Davis en vele, vele anderen. Stan Getz was de laatste die te zien was (op een kort bezette tweede locatie in het restaurant van Tetou aan de Wilshire Boulevard), toen Manne eind 1973 gedwongen werd de club om financiële redenen te sluiten.
Vanaf dat moment richtte Manne zijn aandacht weer op zijn eigen drumwerk. Men zou kunnen stellen dat hij nooit met meer smaak, verfijning en soulvolle swing speelde dan in de jaren 1970, toen hij talloze albums opnam met muzikanten als trompettist Red Rodney, pianist Hank Jones, saxofonisten Art Pepper en Lew Tabackin, en componist/arrangeur/saxofonist Oliver Nelson.
Van 1974 tot 1977 trad hij samen op met gitarist Laurindo Almeida, saxofonist en fluitist Bud Shank en bassist Ray Brown als de band The L.A. Four, die vier albums opnam voordat Manne het ensemble verliet.
In de jaren 1980 nam Manne op met sterren als trompettist Harry 'Sweets' Edison, saxofonist Zoot Sims, gitaristen Joe Pass en Herb Ellis en pianist John Lewis (beroemd als muzikaal leider van het Modern Jazz Quartet).
Ondertussen bleef hij opnemen met verschillende eigen kleine bands. Slechts een representatief voorbeeld van zijn werk in deze periode is een live concert, opgenomen in 1980 in de Los Angeles club Carmelo's met pianisten Bill Mays en Alan Broadbent en bassist Chuck Domanico. Met hun enthousiasme en spontaniteit en het gevoel dat het publiek in de intieme sfeer van de club deelneemt aan de muziek, delen deze uitvoeringen de kenmerken die meer dan twee decennia eerder werden gevierd in de bekendere Black Hawk-uitvoeringen. Hoewel deze fase van zijn carrière vaak over het hoofd werd gezien, had Manne tegen die tijd zijn vermogen om andere muzikanten met sympathie te steunen sterk verfijnd en toch zijn eigen muzikale gedachten duidelijk laten horen.
Manne's zware hoeveelheid Hollywood-studiowerk verlegde zijn aandacht soms van zijn mainstream jazzspel. Zelfs in flauwe films slaagde hij er echter vaak in om kunst te maken van wat men saai werk zou kunnen noemen. Ondanks al zijn onvermoeibare werk in de studio's, was Mannes liefdeswerk zijn bijdrage aan de jazz als Amerikaanse kunstvorm, waaraan hij zich sinds zijn jeugd had toegewijd en waar hij bijna tot de laatste dag van zijn leven aan bleef werken.
Manne sluimerde lichtjes in voordat de populaire heropleving van de interesse voor jazz in een stroomversnelling kwam. Maar in zijn laatste paar jaar kreeg zijn enorme bijdrage aan de muziek op zijn minst enige lokale erkenning en de rol die Manne had gespeeld in de cultuur van zijn geadopteerde stad begon publieke waardering te krijgen. Twee weken voor zijn plotselinge dood aan een hartaanval, werd hij geëerd door de stad Los Angeles in samenwerking met de Hollywood Arts Council, toen 9 september 1984 werd uitgeroepen tot Shelly Manne Day.

## Overlijden
Shelly Manne overleed in september 1984 op 64-jarige leeftijd, enkele weken na een schijnbaar onschuldig ruitersport-ongeval aan een hartaanval door een vetembolie.

## Discografie
Savoy Records
- 1951-1952: Shelly Manne, Jimmy Giuffre, Shorty Rogers, Bill Russo, Deep People

Contemporary Records
- 1953-1955: Shelly Manne & His Men, The West Coast Sound
- 1956: Shelly Manne & His Men, Swinging Sounds
- 1956: Shelly Manne & His Men, More Swinging Sounds met Stu Williamson, Charlie Mariano, Russ Freeman, Leroy Vinnegar
- 1956: Shelly Manne, My Fair Lady met André Previn, Leroy Vinnegar
- 1957: Shelly Manne, Li'l Abner met André Previn, Leroy Vinnegar
- 1958: Shelly Manne & Friends, Bells are Ringing
- 1958: Shelly Manne & His Men, The Gambit
- 1959: Shelly Manne & His Men at The Black Hawk (5 CD's)
- 1959: Shelly Manne & His Men, Shelly Manne & His Men Play Peter Gunn met Conte Candoli, Herb Geller, Russ Freeman, Victor Feldman
- 1959: Shelly Manne & his Man Play more Music from Peter Gunn met Joe Gordon, Richie Kamuca, Russ Freeman, Victor Feldman, Monty Budwig
- 1961: Shelly Manne & His Men, At The Manne Hole (2 CD's)
- 1962: Shelly Manne, Steps to the Desert
- 1967: Shelly Manne, Daktari

Verve Records
- 1962: Shelly Manne Empathy met Bill Evans, Monty Budwig

Impulse! Records
- 1962: Shelly Manne,  2-3-4 met Coleman Hawkins, Hank Jones, Eddie Costa, George Duvivier

Atlantic Records
- 1966: Shelly Manne & His Men, Boss Sounds!

Concord Records
- 1967: Shelly Manne, Perk Up (gepubliceerd in 1977)

Trend Records
- 1980: Shelly Manne, Double Piano Jazz Concert at Carmelo's (2 CD's)

Atlas Records
- 1981: Shelly Manne – Monty Alexander – Ray Brown Fingering – (LP)

- Bibsys: 1005284
- Biblioteca Nacional de España: XX4963838
- Bibliothèque nationale de France: cb13897040r (data)
- Gemeinsame Normdatei: 123094658
- International Standard Name Identifier: 0000 0001 1584 4298
- Library of Congress Control Number: n82099722
- MusicBrainz: 94e4af5f-73a3-43da-96bc-49b759bfabdc
- Nationale Bibliotheek van Tsjechië: ola2002153730
- Nationale bibliotheek van Australië: 64395267
- Nationale Bibliotheek van Israël: 987007328010105171
- Nationale Bibliotheek van Polen: a0000002804883
- Nederlandse Thesaurus van Auteursnamen: 073071153
- Réseau des bibliothèques de Suisse occidentale: 02-A003557405
- Istituto Centrale per il Catalogo Unico: DDSV138581
- SNAC: w6p34nr9
- Système universitaire de documentation: 123414806
- Virtual International Authority File: 196994
- WorldCat: E39PBJcr8PtxCktvJ4DPQFdPcP